# Гиона
Гиона или Гьона (на гръцки: Γκιώνα) е планина в Централна Гърция.
Намира се между Парнас на изток и Вардусия на запад. Пета по височина в Гърция. Най-високия ѝ връх - Пирамида, се издига на 2510 м надморска височина. Най-удобното място за достъп до планината е село Калоскопи, известно в миналото като Кукавица.
В Древна Гърция, Гиона е била известна като Безлунната планина. В близост до планината се разработва голямо находище на боксит.